# Atletica leggera ai Giochi panafricani giovanili
L'atletica leggera è uno degli sport dei Giochi panafricani giovanili, che si disputano con cadenza quadriennale a partire dal 2010.

## Edizioni
| Edizione | Anno | Sede                            | Eventi | Eventi |
| Edizione | Anno | Sede                            | Uomini | Donne  |
| -------- | ---- | ------------------------------- | ------ | ------ |
| I        | 2010 | Rabat Marocco                   | 18     | 18     |
| II       | 2014 | Gaborone Botswana               | 18     | 18     |
| III      | 2018 | Maseru Lesotho Mbabane eSwatini |        |        |
| IV       | 2022 | Antananarivo Madagascar         |        |        |